# 战略情报局
战略情报局（英語：Office of Strategic Services，OSS、戰情局）是美国在二战期间成立的一个情报组织，由富蘭克林·德拉諾·羅斯福总统（小罗斯福）下令成立，同时成立的还有美国战时情报局（OWI）。该组织即为后来中央情报局（CIA）的前身，二战结束后杜鲁门总统将其解散。

## 历史
戰情局的前身为情报协调局（COI，情協局），在二战期间，这一机构的职能同诸如联邦调查局等组织相重合。美軍参谋长联席会议希望将其置于自己的掌控之下。小罗斯福则希望能将COI负责国外情报的部门留下，使其处在军方的控制之外。情協局剩下的这部分机构就成为了战略情报局，小罗斯福在1942年6月13日下令成立战略情报局，还指派了曾在英国情报机构工作过的陸軍將領威廉·唐諾文以文官身份担任该局的局长。戰情局的职责是收集和分析情报以供参谋长联席会议使用，同时还要领导其成员执行任务。1943年小罗斯福表示，要在战后撤销这个单位。杜鲁门就职后不久就解散了它，但留下了其间谍和情报部门。1946年杜鲁门成立了中央情报组，同时将战略情报局的成员转移到该部门，日后这个组织改名为中央情报局。

## 机构
其分支机构包括秘密情报部门，特别行动部门（Special Operations），行动小组（Operational Groups），心理战活动部门（Morale Operations），反间谍部门（X-2）等。情报部门的职责便是派遣间谍获取情报。特别行动部门负责在欧洲和亚洲组织游击活动。比如，在诺曼底登陆前，这个部门和英国的特别行动机构一道，将许多军官训练并越过封锁线派遣到欧洲同当地的抵抗组织一起战斗。行动小组则派遣军官进入敌占区，训练并武装当地人进行抵抗活动。行动小组在意大利、希腊、南斯拉夫、挪威、法国和中国训练了数千人的别动队同当地占领军作战。战略情报局还联合海军部同中國國民政府军统局共同成立了中美特种技术合作所，以加强情报交流。心理战活动部门主要进行打击敌方士气的活动，如散播谣言、发放传单、干扰敌方电台等。为了方便其成员活动，战略情报局还开发许多新奇的装备，如传递信息用的空芯硬币、藏在火柴盒里的袖珍照相机、价格低廉的单发“解放者”手枪（这种手枪的改进型被中央情报局在越南战争中再度使用）等。

## 在华活动
战略情报局成立后，由于麦克阿瑟的抵制，与美国陆军情报部一起未能在西南太平洋战区活动。麦克阿瑟仅允许与其无争的美国海军情报局在西太平洋地区活动。 但由于战略情报局大力支持美国海军情报局，战略情报局还是在1942年10月进入了中国开展工作。珍珠港事件发生后，欧内斯特·金海军上将任命梅乐斯海军中校为美国海军驻华顾问组组长。梅乐斯1942年4月启程赴中国，6月得到戴笠的接见。1942年9月22日，梅乐斯被威廉·唐諾文任命为战略情报局远东地区协调主任、驻华首席代表，10月初正式在重庆上任，成为费正清的上司。
1942年12月31日应蒋介石的要求，梅乐斯起草了《中美合作所协议》，规定戴笠为所长，梅乐斯为副所长，都对行动有否决权。1943年2月，参谋长联席会议计划委员会建议批准该协议，1943年4月15日罗斯福总统签署了《中美合作所协议》。此后，美国海军和戴笠的合作行动独立于战略情报局，甚至不受史迪威的管辖。美国海军使用6架运输机为梅乐斯运输物资，绕过史迪威独揽的对华租借法案的物质调派大权。戴笠并不信任战略情报局，认为其在政治上不可信且可能是反国民党的。1943年夏，中美合作所开展了“联邦调查局学校训练”（FBI school instruction）项目，旨在培训特工用于中国民众内部的调查侦察工作，美国驻华大使馆、美国国务院、史迪威、战略情报局都反对把美国的援助用于这一领域，但美国海军对此兴致很高。到了1943年底，战略情报局停止了与梅乐斯的合作分道扬镳。1943年12月初，唐諾文与蒋介石、戴笠会谈了4天。1943年12月8日，任满的费正清与唐諾文一起离开重庆。

## 圖片

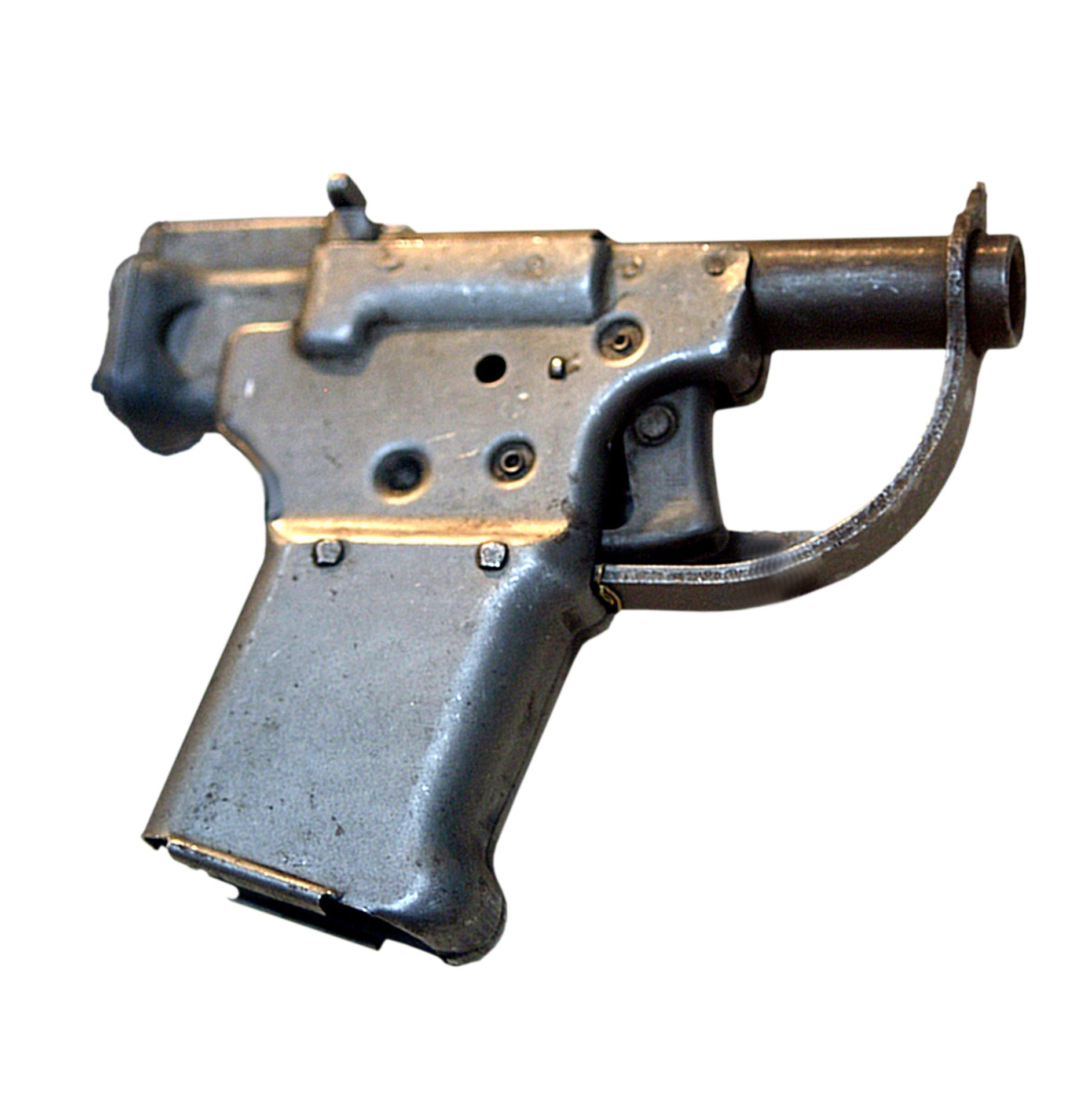
只有一發子弹的解放者手槍
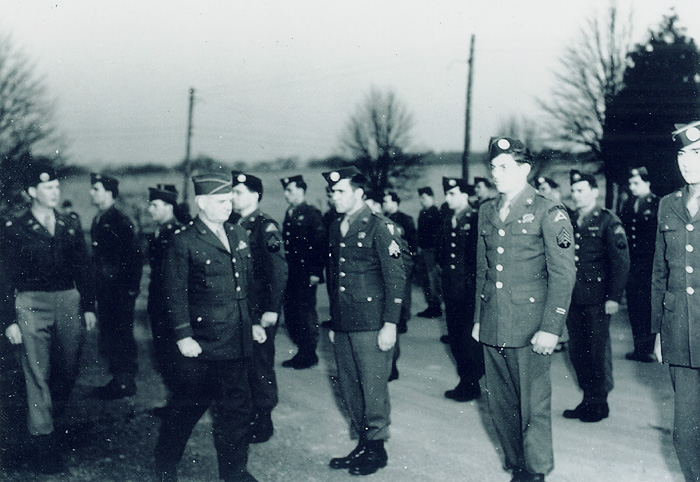
威廉·唐諾文將軍在1945年動身前往中國之前，視察馬里蘭州貝塞斯達的業務組成員。
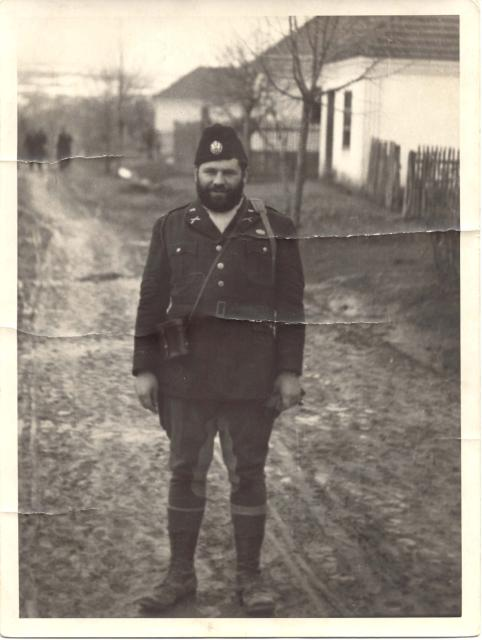
在1943年11月的第一次任務中，身為南斯拉夫祖國軍的OSS第一中尉喬治·穆蘇林（英语：George Musulin）在德國占領的塞爾維亞邊境之前。他的第二個任務是「升降索行動（英语：Operation Halyard）」。

## 外部連結
- "The Office of Strategic Services: America's First Intelligence Agency"
- National Park Service Report on OSS Training Facilities （页面存档备份，存于）
- Collection of Documents at the Franklin D. Roosevelt Presidential Museum and Library, Part 1 （页面存档备份，存于） and Part 2 （页面存档备份，存于）
- The OSS Society （页面存档备份，存于）
- OSS Reborn （页面存档备份，存于）